# Comuna Kariv, Sokal
Kariv (în ucraineană Карів) este o comună în raionul Sokal, regiunea Liov, Ucraina, formată din satele Kariv (reședința), Mîhailivka și Piddubne.

## Demografie
Componența lingvistică a comunei Kariv
     Ucraineană (99,85%)
     Alte limbi (0,07%)
Conform recensământului din 2001, majoritatea populației comunei Kariv era vorbitoare de ucraineană (99,85%), existând în minoritate și vorbitori de alte limbi.